# Rovigo
Rovigo est une ville italienne d'environ 50 000 habitants (2022) située en Vénétie, dans la province du même nom, dans la région de la plaine du Pô.

## Géographie
La commune de Rovigo s’étend entre l'Adige au nord et le Canalbianco au sud (sauf le hameau de Fenil del Turco) et se trouve à 41 km de la côte Adriatique.
C’est un territoire de plaines qui émergent entre 5 et 8 mètres au-dessus du niveau de la mer, traversé par l'Adigetto et de nombreux autres canaux artificiels qui servent soit au drainage agricole soit à l’irrigation.
Le terrain, très fertile, est adapté pour la culture du maïs et des produits maraîchers de qualité.
Le territoire de Rovigo est limité au Nord par les communes de Barbona, Vescovana, Boara Pisani et Anguillara Veneta; à l’Est par San Martino di Venezze, Villadose et Ceregnano ; au Sud par Crespino, Pontecchio Polesine et Bosaro ; à l’Ouest par Arquà Polesine, Costa di Rovigo, Villanova del Ghebbo et Lusia.
La cité est desservie par :
- la route nationale SS16 Ferrare (34 km)-Padoue (31 km) ;
- la route nationale SS434 pour Vérone (87 km) ;
- la route nationale SS443 vers l’Est, pour Adria (21 km) et la jonction avec la SS309 Romea (36 km) et les lagunes du delta du Pô ;
- l’autoroute A13 Bologne-Padoue-Venise via l’échangeur à 3 km.

## Histoire

### Du Moyen Âge auXVesiècle
Le premier document historique sur la cité date du 24 avril 838, par lequel Rovigo est défini en latin comme villa que nuncupatur Rodigo (bourg rural dit Rodigo).
En 920, Paolo Cattaneo (évêque d’Adria) fit construire une fortification pour y transférer provisoirement le siège de l’évêché et se protéger des Hongrois.

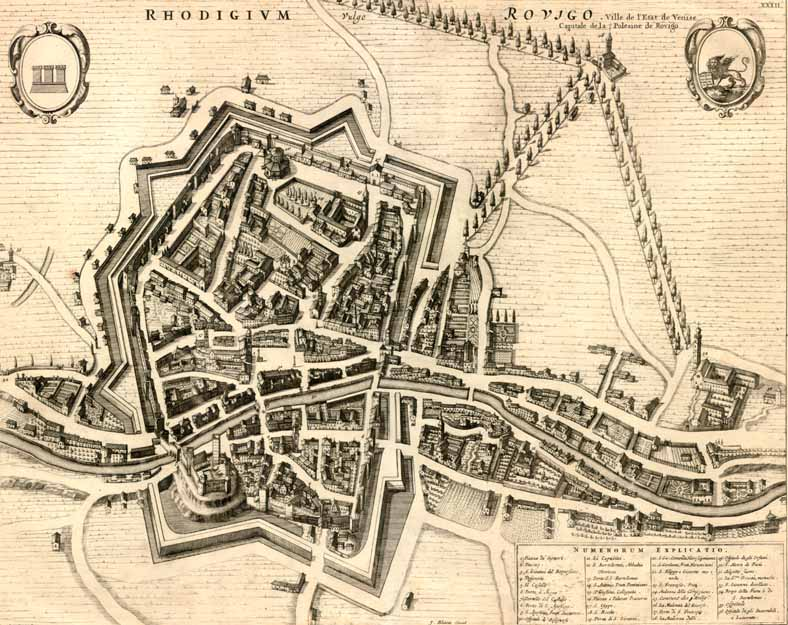
Plan antique de Rovigo.

Les ducs d’Este étaient déjà présents à Rovigo en 1117 et furent probablement à l’origine du renforcement des fortifications au XIIe siècle, quand la cité de Rovigo s’étendait déjà sur les rives de l'Adigetto, qui était un véritable fleuve à cette époque. La domination des Este (qui durant près de quatre siècles) fut officialisée par l’empereur Henri VI en 1194, qui nomma comte Azzo VI d'Este.

### Domination vénitienne
Le XVe siècle fut une période de troubles pour Rovigo et tout le Polesine, à cause du désir d’expansion de la république de Venise vers la terre ferme.
Durant la guerre du sel (1482-1484), les Vénitiens entrèrent définitivement à Rovigo en 1482 et, mise à part la parenthèse de la ligue de Cambrai (1508 – 1511), dominèrent la cité pendant environ trois siècles et édifièrent certains édifices :
- à la fin du XVIe siècle, la Sérénissime édifia le temple de la Beata Vergine del Soccorso connu sous le nom de Rotonda. Le peintre vénitien Andrea Celesti travailla à Rovigo en 1685.
- durant le XVIIIe siècle, construction de la cathédrale de Rovigo et le palazzo Roncale et le palazzo Angeli.

### Temps modernes
Au début du XIXe siècle, à la suite de la chute de la république de Venise et l’instauration de la domination française, Rovigo connut une notable impulsion sociale et culturelle, ainsi qu’un fort développement.
L’église de Santa Giustina fut démolie en faveur d’une place nommée Mineure puis Garibaldi ; espace qui vit s’ériger, pendant l’occupation autrichienne, le théâtre social et le palais de la bourse de Rovigo. Quatre des six portes de la ville furent abattues pour permettre le libre passage public et favoriser le développement de la cité à l’extérieur des murs.
Grâce à l’annexion au royaume d’Italie, la cité connut un nouvel essor en 1866 avec la construction de la ligne ferroviaire Padoue-Bologne.
En 1927, le territoire de la commune fut élargi en englobant Boara Polesine, Buso Sarzano, Sant'Apollinare con Selva, Borsea, Grignano di Polesine et Concadirame.
En 1938, le cours de l'Adigetto, devenu peu important, fut dévié vers l’Ouest.
À partir des années 1950 et 1960, Rovigo connut un nouveau développement soit comme marché agricole soit comme centre industriel, avec la réalisation du port de Rovigo sur le Canalbianco.

## Monuments et lieux d’intérêt
- Architecture religieuse : plus de 15 églises et oratoires
  - le Duomo
- Architecture civile : 23 palazzi
- Architecture militaire :
  - Château de Rovigo avec deux tours dont une de 66 mètres (une des plus hautes tours médiévales d’Italie)
  - Enceinte fortifiée (presque entièrement disparue)
  - Deux portes de la ville

### Galerie

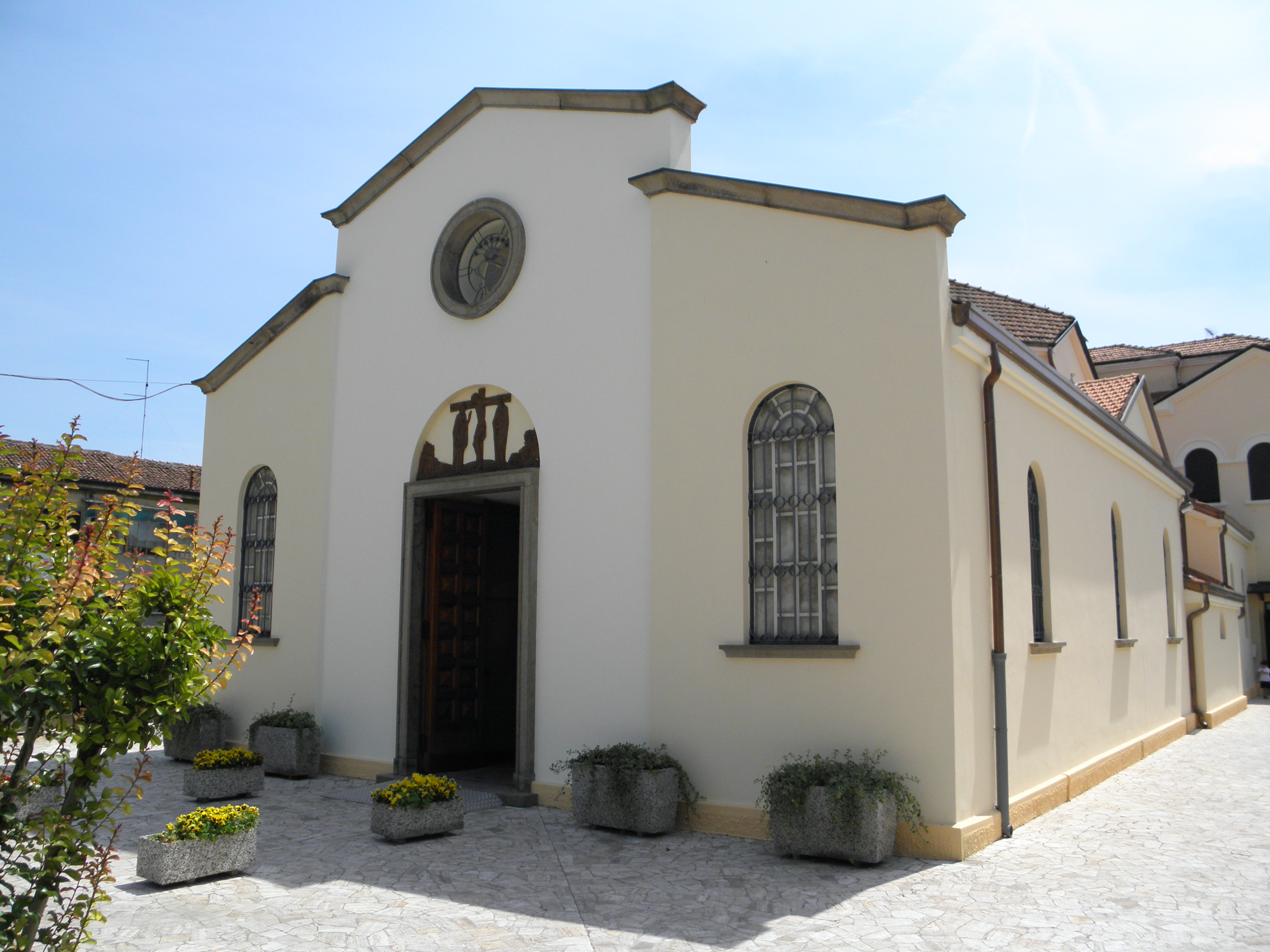
Le sanctuaire de Notre-Dame des Douleurs (l'Addolorata).
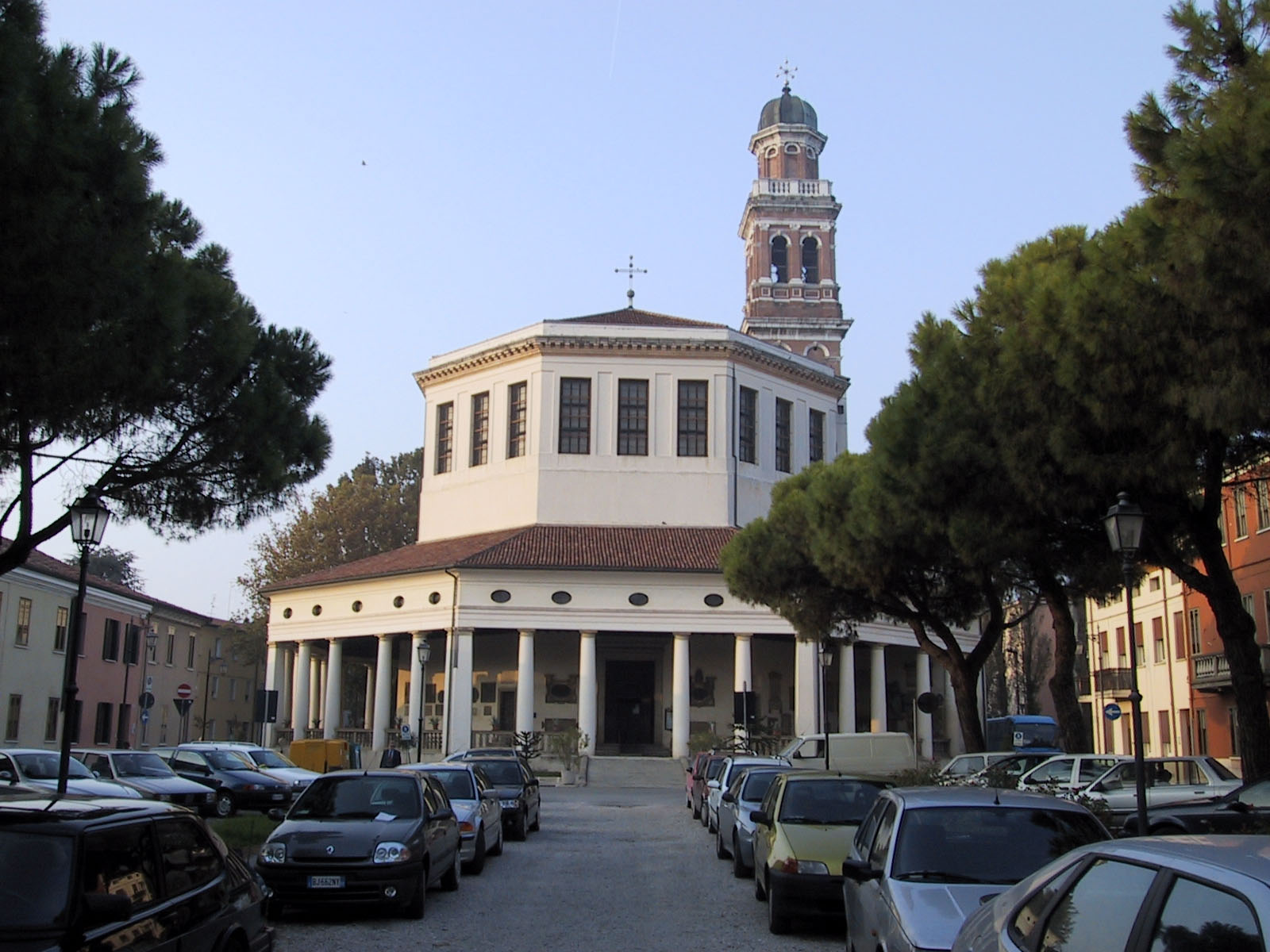
Temple de la Beata Vergine del Soccorso, dit la Rotonda.
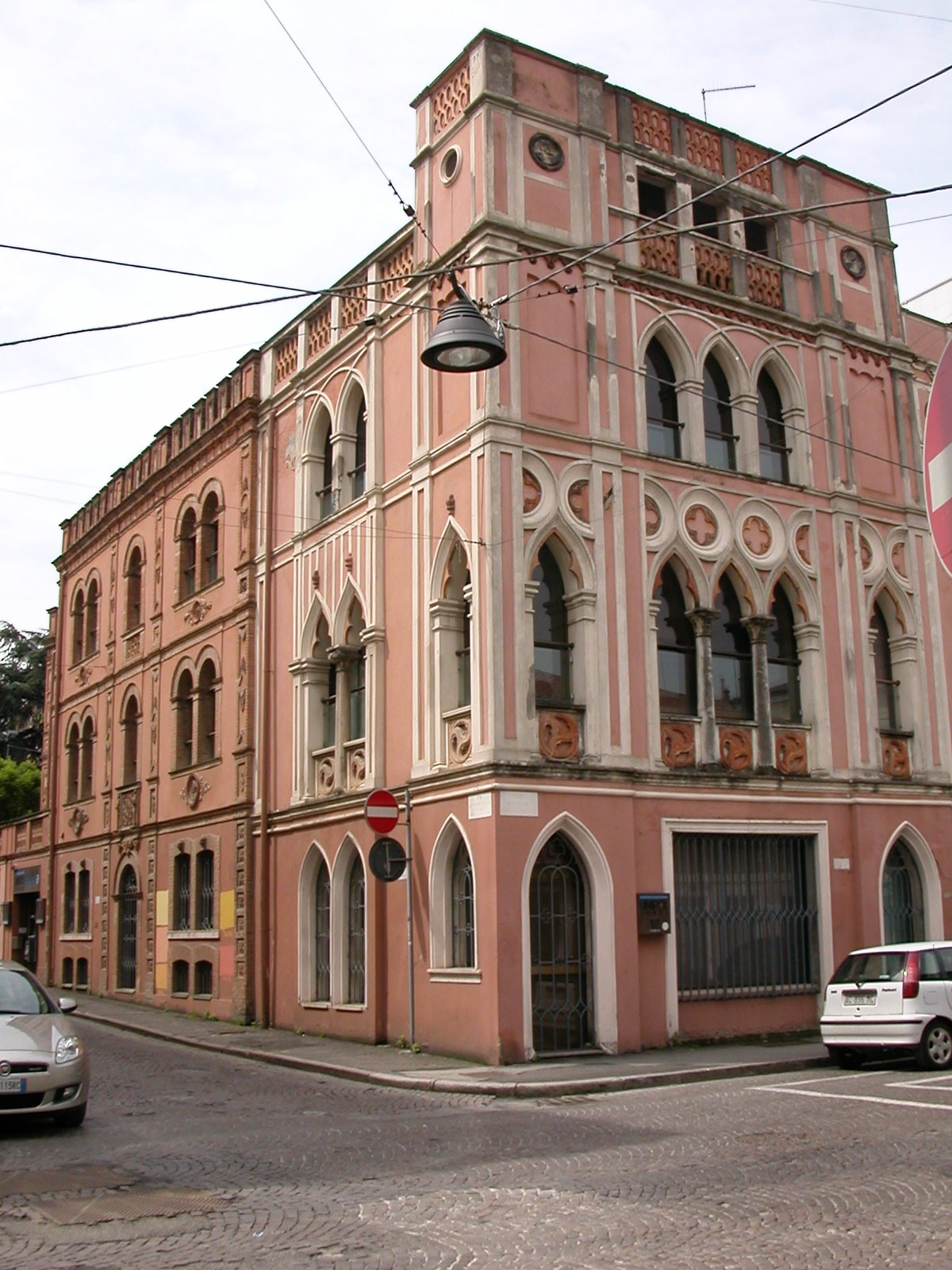
Palazzina Minelli.
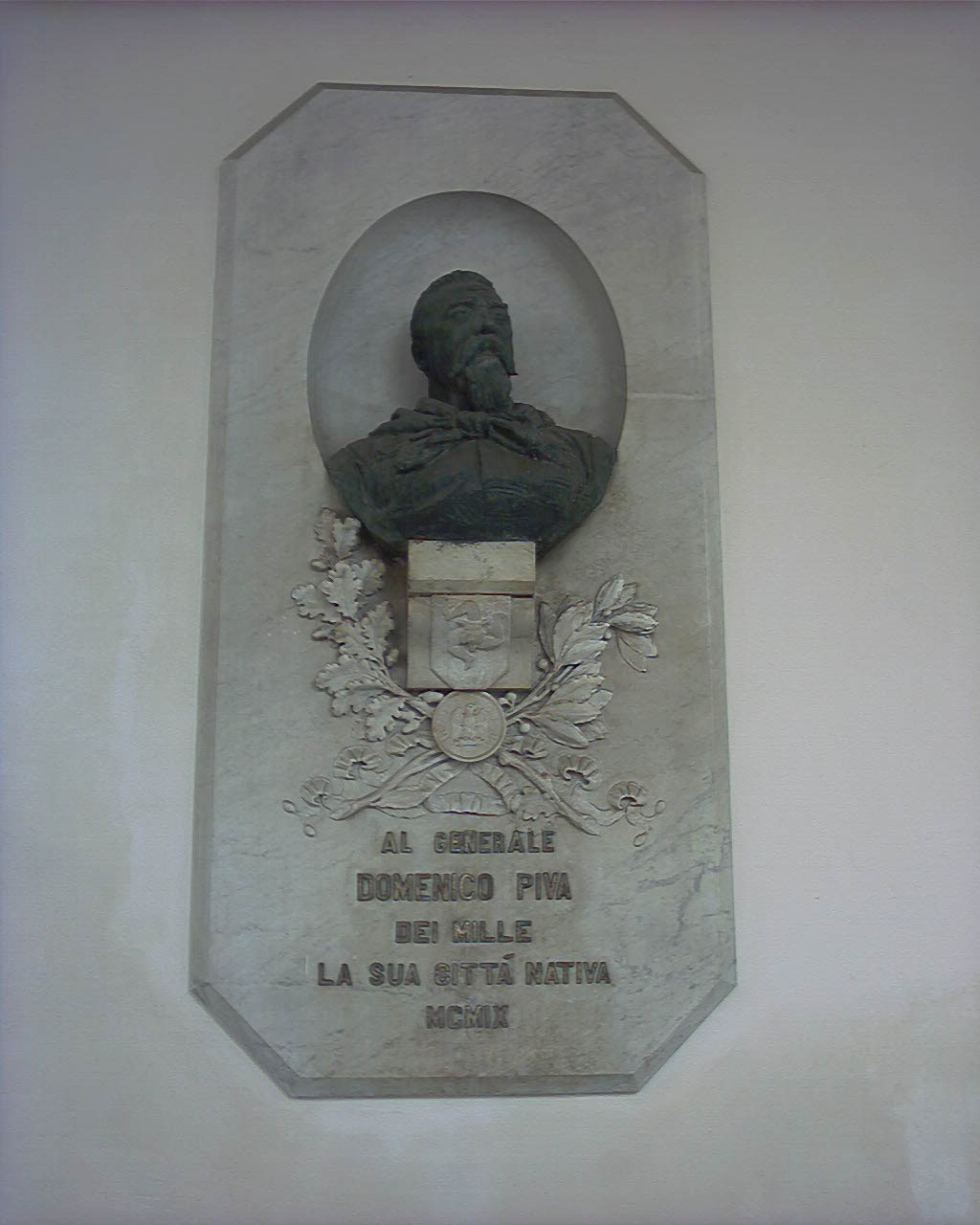
Monument à Domenico Piva.
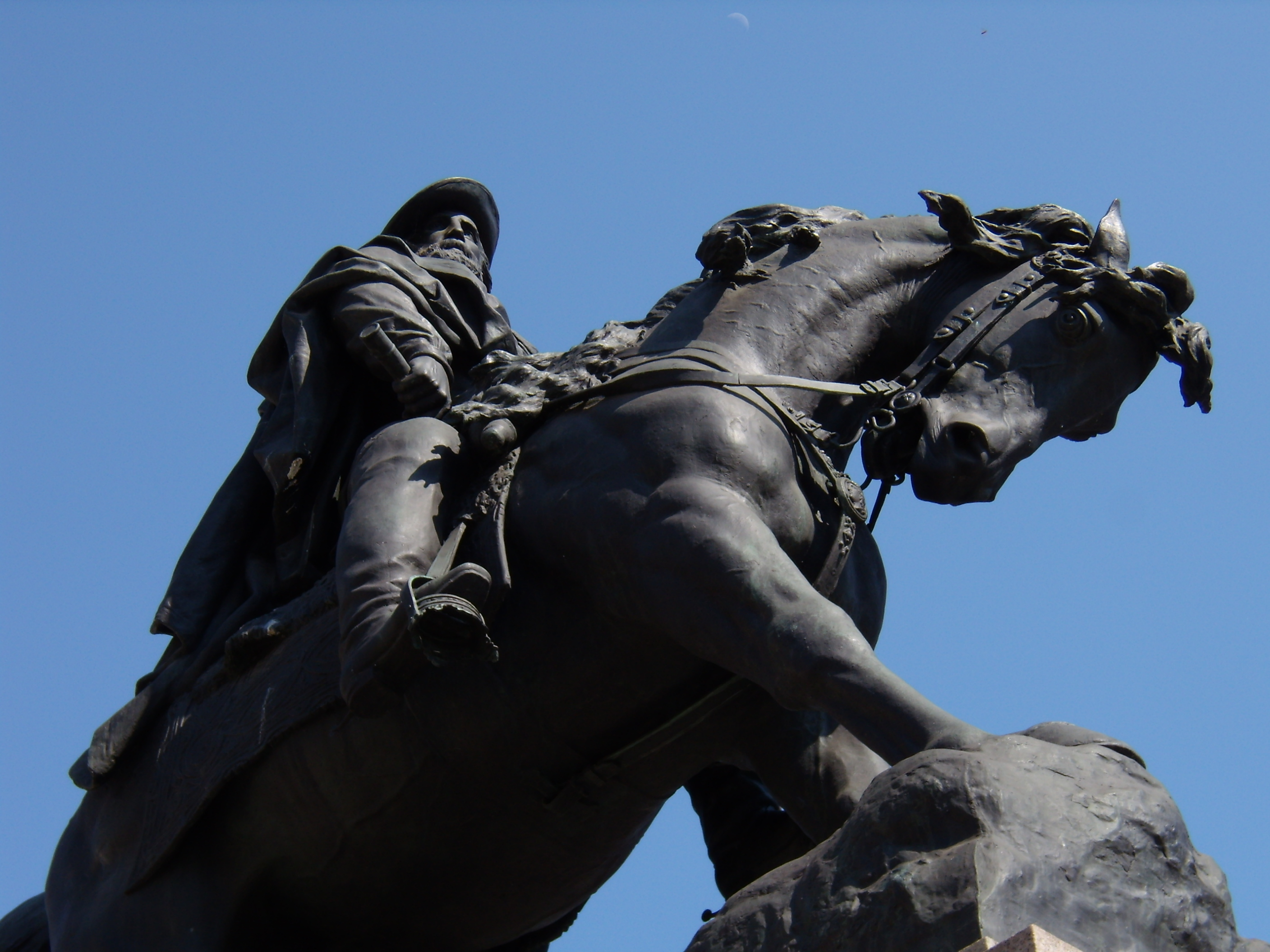
Monument équestre à Garibaldi.
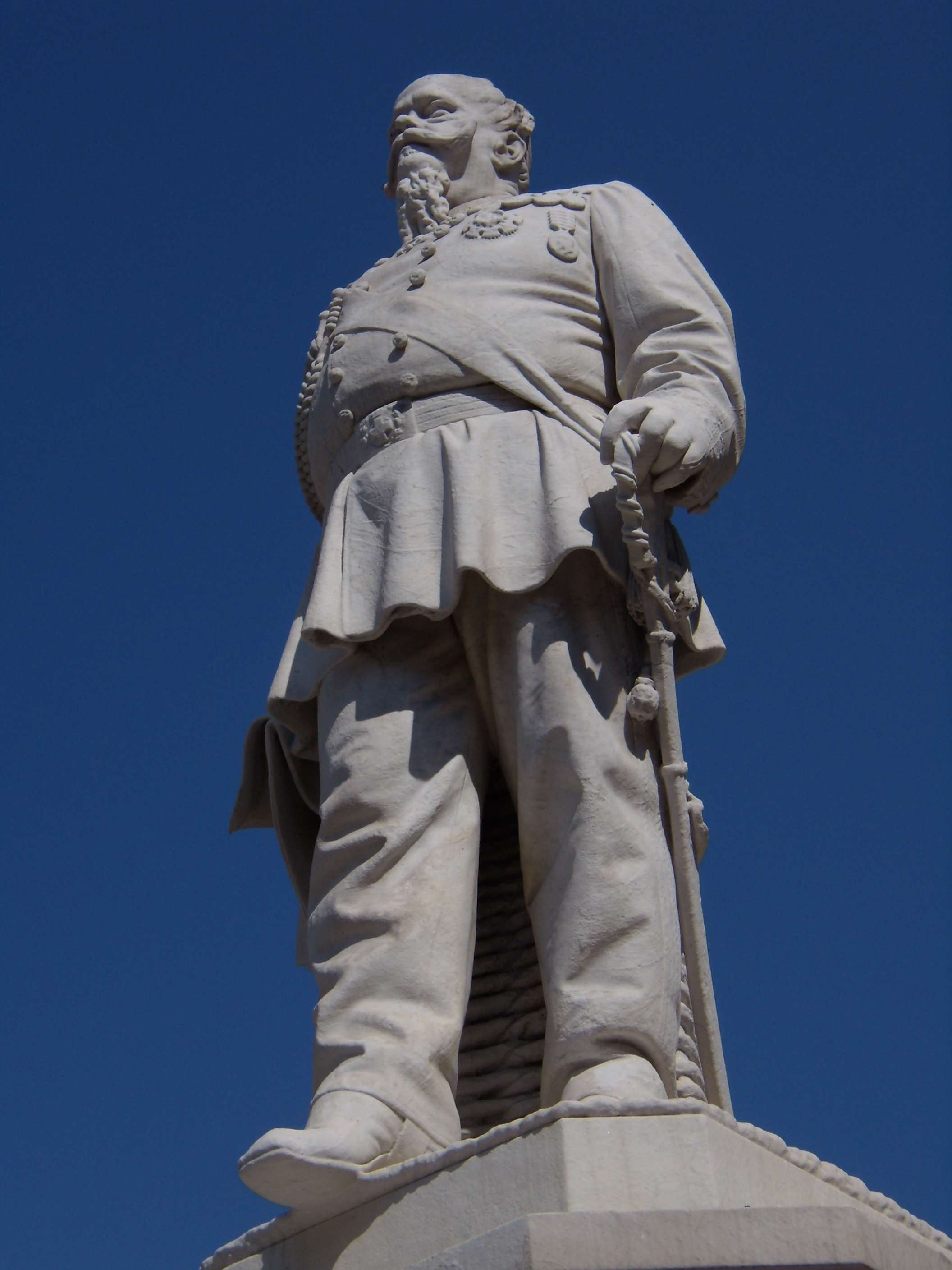
Monument à Victor-Emmanuel II.
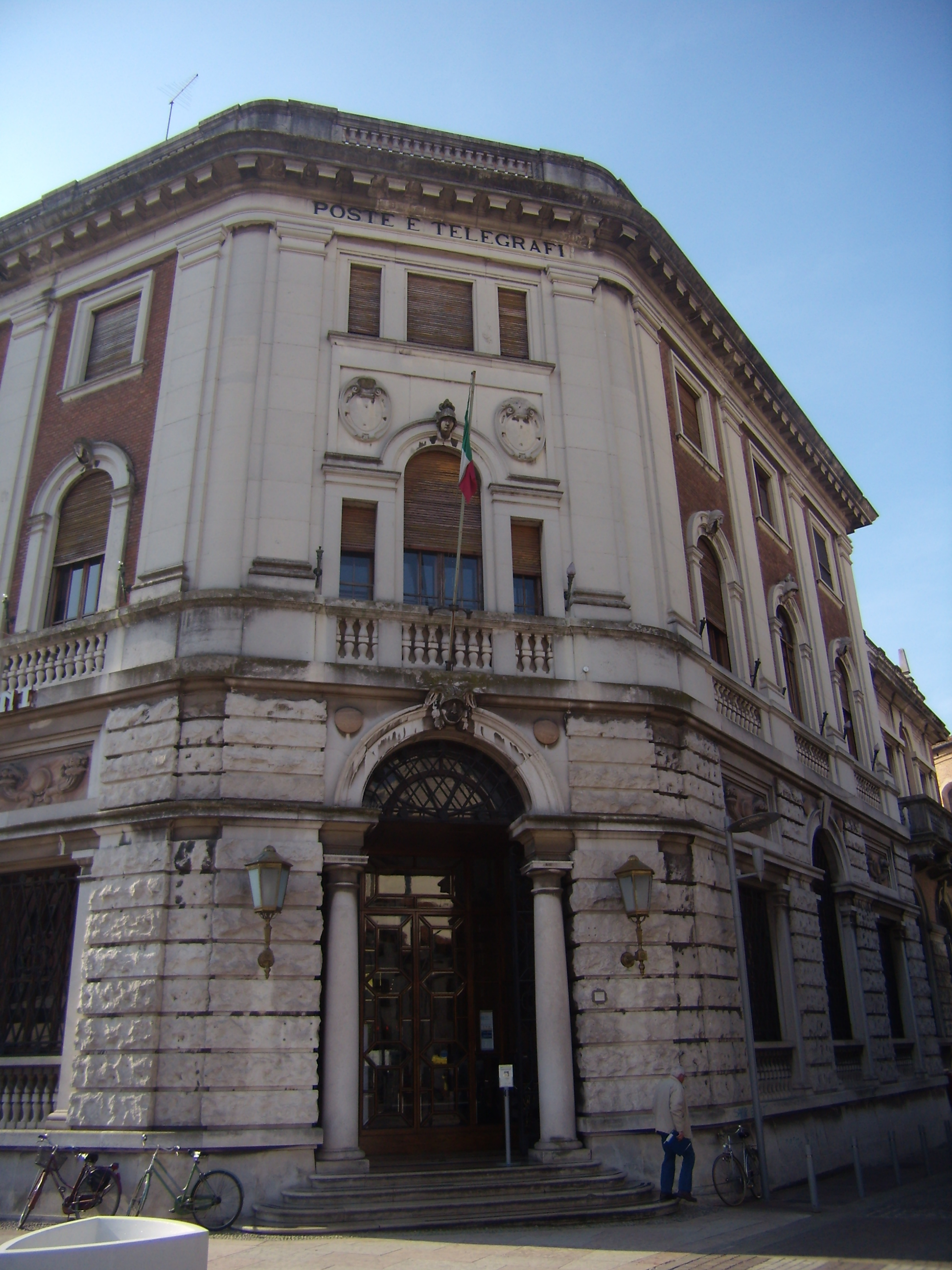
Palazzo des postes.

## Culture

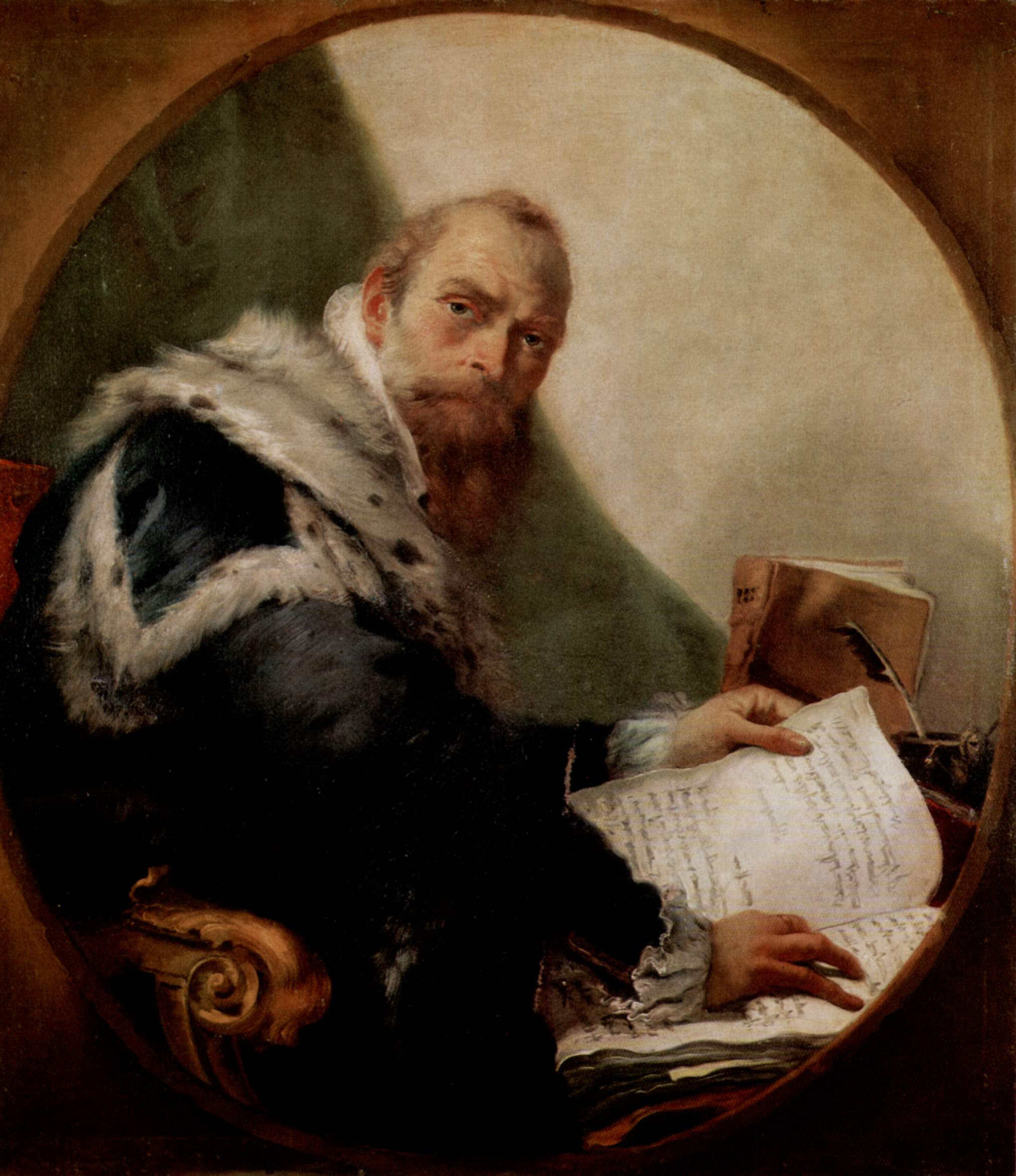
Antonio Riccobono (1541–1599),
Professeur de rhétorique,
Giambattista Tiepolo, (v. 1743),
Pinacoteca dell’Accademia dei Concordi.

La Pinacoteca dell’Accademia dei Concordi (it) conserve un tableau de Giambattista Tiepolo représentant Antonio Riccoboni, un professeur de rhétorique qui enseignait à la Renaissance, à l'université de Padoue.

## Administration
| Période                                  | Période         | Identité         | Étiquette                    | Qualité |
| ---------------------------------------- | --------------- | ---------------- | ---------------------------- | ------- |
| 30 mai 2011                              | 15 juillet 2014 | Bruno Piva       | PdL                          |         |
| 15 juillet 2014                          | 16 juin 2015    | Claudio Ventrice | Commissaire préfectoral      |         |
| 16 juin 2015                             | 22 février 2019 | Massimo Bergamin | Ligue du Nord                |         |
| 22 février 2019                          | 13 juin 2019    | Nicola Izzo      | Commissaire préfectoral      |         |
| 13 juin 2019                             | En cours        | Edoardo Gaffeo   | indépendant de centre-gauche |         |
| Les données manquantes sont à compléter. |                 |                  |                              |         |

### Hameaux
Barchessa Candiani, Basso Cavallo, Boara Polesine, Boaria San Marco, Borsea, Braga-Cantonazzo, Buso, Busovecchio, Ca'Bianca, Ca'Matte, Ca'Lunga, Campagna Terzi, Campagnazza, Cantonazzo, Capolavia, Ca'Rangon, Concadirame, Corte Lazzarini, Fenile Morosina, Fenil del Turco, Granzette, Grignano Polesine, Grompo, Grumolo, Le Casette, Le Giarelle, Le Sorbolaro, L'Olmo, Mardimago, Roverdicrè, San Sisto, Santa Libera, Santa Rita, Sant'Apollinare, Sarzano, Spianata.

### Communes limitrophes
Anguillara Veneta (Padoue), Arquà Polesine, Barbona (Padoue), Boara Pisani (Padoue), Bosaro, Ceregnano, Costa di Rovigo, Crespino, Lusia, Pontecchio Polesine, San Martino di Venezze, Vescovana (Padoue), Villadose, Villanova del Ghebbo.

## Population

### Évolution de la population en janvier de chaque année
| 1871   | 1901   | 1921   | 1951   | 1961   | 1971   | 1981   | 1991   | 2001   |
| ------ | ------ | ------ | ------ | ------ | ------ | ------ | ------ | ------ |
| 23 633 | 23 821 | 30 953 | 45 862 | 45 649 | 49 848 | 52 218 | 52 472 | 50 289 |

| 2011   | 2021   | - | - | - | - | - | - | - |
| ------ | ------ | - | - | - | - | - | - | - |
| 50 060 | 50 197 | - | - | - | - | - | - | - |

### Ethnies et minorités étrangères
Selon les données de l’Institut national de statistique (ISTAT) au 31 décembre 2015, la population étrangère résidente (déclarée) était de 4 922 personnes, soit 9,6 % de la population totale de la commune.
Les nationalités majoritairement représentatives étaient :
| Pos. | Pays     | Population |
| ---- | -------- | ---------- |
| 1    | Roumanie | 920        |
| 2    | Chine    | 590        |
| 3    | Albanie  | 576        |
| 4    | Nigeria  | 531        |
| 5    | Maroc    | 513        |
| 6    | Moldavie | 451        |
| 7    | Ukraine  | 379        |
| 8    | Pologne  | 79         |
| 9    | Tunisie  | 76         |
| 10   | Pakistan | 59         |

### Sports
- Rugby Rovigo

### Jumelages
- Viernheim (Allemagne) ;
- Tulcea (Roumanie) ;
- Silandro (Italie) ;
- Bedford (Royaume-Uni).

## Médias

### Presse écrite
- Il Gazzettino - édition de Rovigo
- Il Resto del Carlino - édition de Rovigo
- Corriere del Veneto - édition de Padoue et Rovigo
- La Voce di Rovigo
- RovigoOggi.it
- Bic
- La Piazza
- La Settimana

### Radio
- Delta Radio
- Radio Kolbe
- Radio Voce nel Deserto

### Télévision
- Telestense - filiale de Rovigo

## Personnalités
- Girolamo Frachetta, a traduit Lucrèce en italien avec des notes, et a donné sur la politique un ouvrage intitulé, Seminario di Governi, di stato, e di guerra.
- Giovanni Miani (1810-1872), explorateur, né à Rovigo.
- Antonio Riccoboni, a mis au jour entre autres ouvrages des commentaires latins sur l’histoire, avec des fragmens d’anciens historiens. Si Scaliger parle de lui avec beaucoup de mépris, c’est un peu l’effet de la haine qu’il lui portait ; parce que Ricoboni était du nombre de ceux qui lui avoient disputé la noblesse de sa naissance.
- Cœlius Rhodiginus, s’est fait honneur par son ouvrage latin des anciennes leçons. Il n’en publia que les seize premiers livres ; mais son neveu Camillo Ricchieri, y joignit les quatorze autres ; ensorte que l’ouvrage complet, forme trente livres, qui sont utiles aux littérateurs.
- Mgr Bartolomeo Roverella (1406-1476), cardinal.

## Sport

### Rugby
Le Rugby Rovigo évoluant au Stade Mario-Battaglini en Serie A Elite est l'un des clubs les plus titrés d'Italie.

## Source
- (it) Cet article est partiellement ou en totalité issu de l’article de Wikipédia en italien intitulé « Rovigo » (voir la liste des auteurs) le 03/10/2012.